# الیزابت یانگر
الیزابت یانگر (به انگلیسی: Elizabeth Younger) (زاده ۲ سپتامبر ۱۶۹۹ و درگذشته ۲۴ نوامبر ۱۷۶۲) که بعد از ازدواج به الیزابت فینچ (به انگلیسی: Elizabeth Finch) نام گرفت بازیگر و رقاص و خواهر وی مارگارت بیکنل بازیگر و خواننده بود.
از وی بعد از ازدواج با جان فینچ پسری به نام دانیل فینچ به دنیا آمد که ۶مین کُنت وینچلسیا بود.